# 下北半島國定公園
下北半島國定公園（日语：／ Shimokita-hantō Kokutei Kōen）是位於日本青森縣東部下北半島的國定公園。成立於1968年7月22日。公園涵蓋了恐山與周邊破火山口區域、藥研溪流、半島西岸的鯛島、佛浦、辯天島等約15公里的海岸線，以及大間崎與尻屋崎的前端部分。

## 主要景點
- 恐山　- 那須火山帶（日语：那須火山帯）北限的休火山。山上有無數噴發硫黃的噴氣孔。因此幾乎沒有植物生長，岩石也因化學分解呈現黃白色。荒涼的奇觀被稱做「死者聚集之山」。
- 藥研溪流 - 藥研温泉鄉所在的清流。
- 佛浦（日语：仏ヶ浦） - 海蝕形成的奇岩群。與佛教文化深度連接而得名。國家名勝及天然紀念物。
- 大間崎 - 本州最北端。與北海道之間相隔津輕海峽。大間鮪魚是當地名產。
- 尻屋崎（日语：尻屋崎） - 前端有發達的砂丘。以放牧式的寒立馬（日语：寒立馬）聞名。

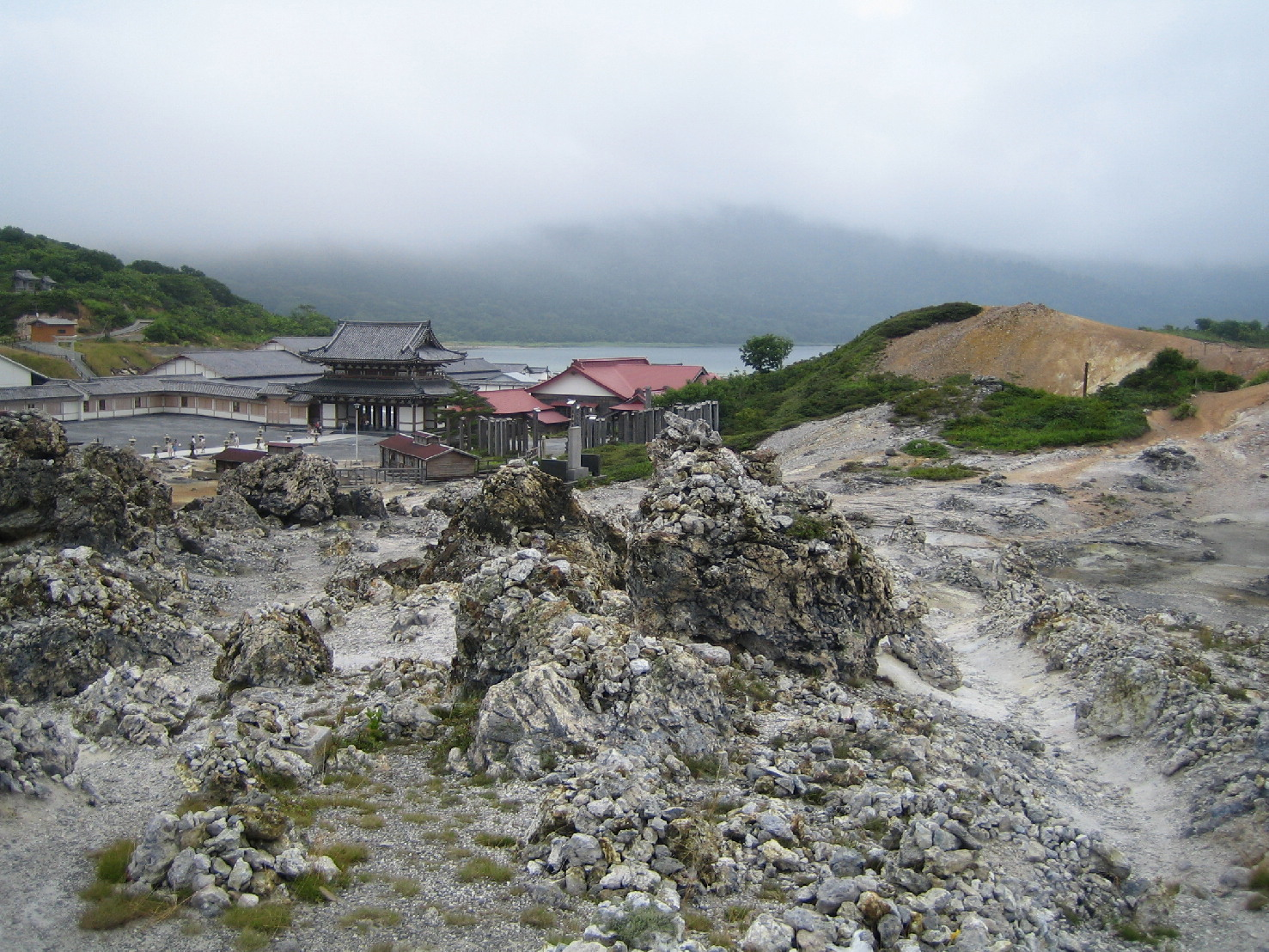
恐山
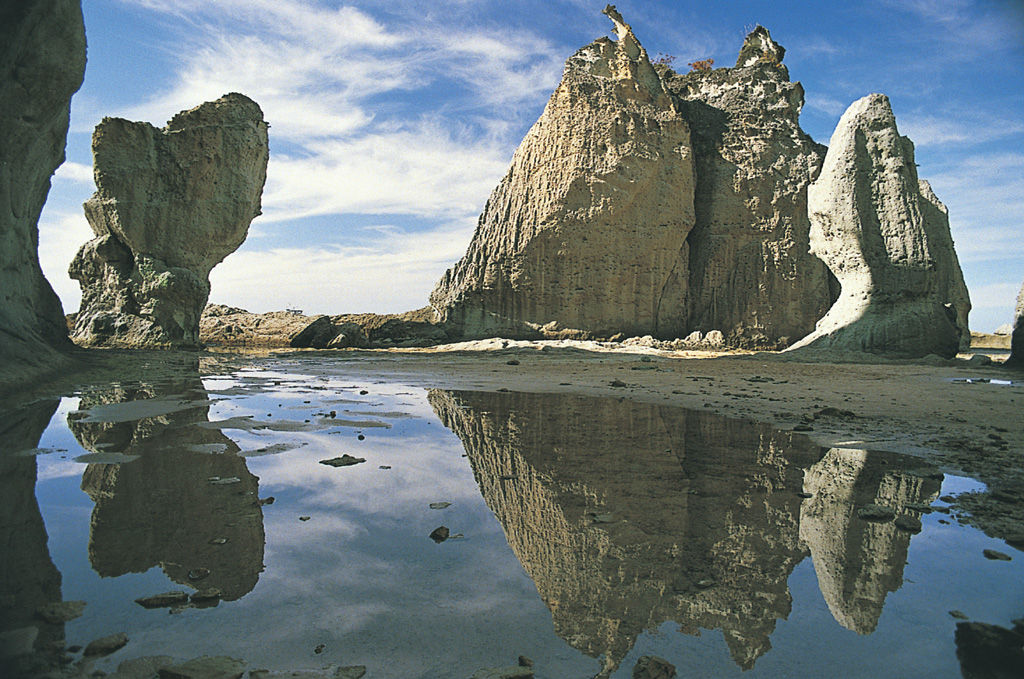
佛浦
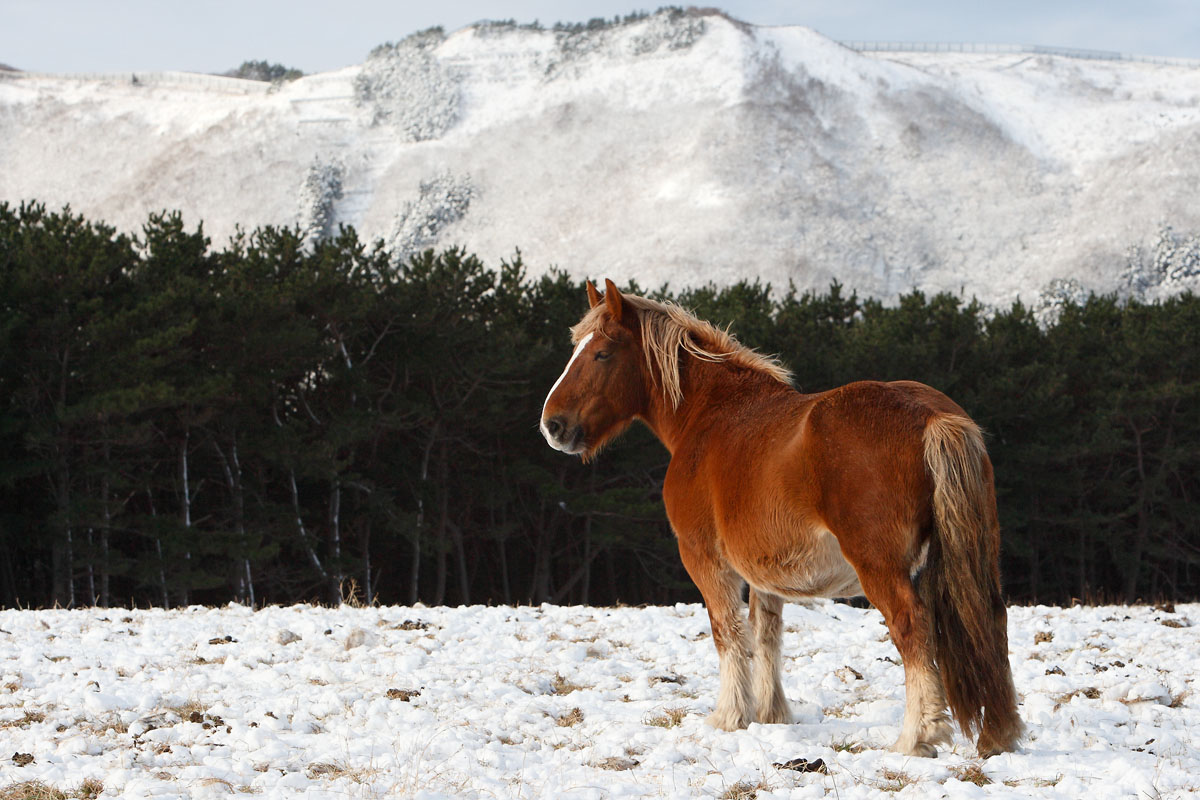
尻屋崎的寒立馬

## 自然
恐山山地有發達的日本山毛櫸、柏木林。海岸可見水楢與華東椴等植物。下北半島西南端的陸奧市脇野澤地區（舊脇野澤村）是日本獼猴棲息地北限（北限之猴），為國家天然紀念物。

## 集團設施地區
| 地區名   | 面積   | 所在地       | 使用人數（人） |
| -------- | ------ | ------------ | -------------- |
| 藥研溫泉 | 31.4ha | 青森縣陸奧市 | 55,000         |

## 關連項目
- 國定公園

## 外部連結
- 下北半島國定公園（页面存档备份，存于） - 青森縣